# Le Locheur

Le Locheur este o comună în departamentul Calvados, Franța. În 1 ianuarie 2018 avea o populație de 242 de locuitori.